# 前709年7月17日日食
前709年7月17日日食是一次全食帶，它起於歐洲伊比利亞半島，經過義大利、匈牙利、烏克蘭、俄羅斯、哈薩克、蒙古、中國，最終結束於太平洋馬里亞納群島東面。

## 文獻記錄
中國儒家經典《春秋經》載，春秋時期魯桓公三年，「秋，七月，壬辰朔，日有食之，既」，經後人推算，西元前709年7月17日，曾發生一次日全食，魯國國都曲阜可見食分1.02，「既」字表明當時古人在魯國看到的是日全食。但陳遵媯在推算出此次日食的安陽時間是16:36，為日偏食。

## 基本參數
- 類型：全食

- 沙羅周期序號：44
- 日期：前709年7月17日（儒略曆）
- 時間：12時28分51秒 (UTC)
- 地點：北緯50.5°，東經86.9°
- 食分：1.0601
- 太陽高度：61°
- 月球本影路經寬度：225公里
- 全食持續時間：4分25秒

### 注腳
1. ↑  . NASA.   [2009-08-11]. （原始内容存档于2015-04-25） （英语）.
2. ↑  .   [2019-04-06]. （原始内容存档于2021-12-19）.
3. ↑  陳遵媯，《《中國天文學史》，第858頁。

### 其他參考
- 胡鐵珠《大衍曆交食計算精度》

| \| \| 日食 \|                              |                               |                                            |
| 上一次日食： 前709年1月23日日食 （日環食） | 前709年7月17日日食 （日全食） | 下一次日食： 前708年1月11日日食 （日環食） |
| 上一次日全食： 前711年3月14日日食          | 前709年7月17日日食 （日全食） | 下一次日全食： 前708年7月7日日食           |
|                                            | 日食                          |                                            |